# Чудные райские птицы
Чудные райские птицы (лат. Lophorina) — род птиц из семейства райских птиц. Представители рода распространены на Новой Гвинее. Ранее в состав рода включали только один вид (Lophorina superba), который в 2017 году был разделён на три вида.

## Виды
В состав рода включают три вида:
- Lophorina superba — Чудная райская птица
- Lophorina latipennis
- Lophorina minor